# Rodolfi Film
La Rodolfi Film è stata una casa di produzione cinematografica attiva all'epoca del muto.

## Storia
Fu fondata come società di fatto, a Torino, dall'attore-regista Eleuterio Rodolfi nel 1917, poi trasformata qualche anno più tardi come Società Anonima Rodolfi Film con capitale sociale di lire 3.000.000. La sede legale fu in via Bertola 39, mentre i teatri di posa sorsero in corso Vercelli 64.
Rodolfi fu il principale animatore della casa, che scritturò alcune tra le più illustri personalità del cinema dell'epoca, come i registi Mario Almirante, Guido Brignone e Luigi Romano Borgnetto; gli attori Carlo Aldini, Ernesto Almirante, Camillo Pilotto, Ruggero Ruggeri; le attrici Mercedes Brignone, Helena Makowska, Mary Cleo Tarlarini ed altri.
Attiva fino al 1923, la manifattura produsse complessivamente 47 titoli, a cominciare dalla trasposizione dell'Amleto del 1917 diretta da Rodolfi, a cui fecero seguito altri titoli: Federica d'Illiria (1919), Il buon samaritano (1919), L'autobus scomparso (1919), Il marito in campagna (1920), Il ventriloquo (1920), Fiamma nera (1921), Il privilegio dell'amore (1921), Il quadro di Osvaldo Mars (1921), Plebe dorata (1921), Stecchini giapponesi (1921), Tetuan, il galeotto detective (1921), I due sergenti (1922), Il segreto del morto (1922), Le perle di Cleopatra (1922) e La fuga di Socrate (1923).
Entrata a far parte del consorzio UCI nel 1919, dopo la sua chiusura, gli stabilimenti della Rodolfi furono rilevati nel 1924 dal noleggiatore Stefano Pittaluga. Fu una delle ultime realtà produttive del cinema rimaste attive nel capoluogo piemontese, dopo la crisi del primo dopoguerra.